# كهف ناروساوا الثلجي
كهف ناروساوا الثلجي (باليابانية: 鳴沢氷穴، بالروماجي: Narusawa Hyōketsu)، كهف نتج عن أنبوب حمم يقع في غابة اوكيغاهارا قرب قرية ناروساوا [الإنجليزية] محافظة ياماناشي في اليابان، وهو أحد أنابيب الحمم الثلاثة الأكبر في الجانب الشمالي من جبل فوجي، يشتهر هذا الكهف باستخدامه لوقت طويل في صناعة الثلج والتجميد بسبب درجة الحرارة المنخفضة داخله.

## كهوف غابة أوكيغاهارا
يوجد العديد من الكهوف في غابة أوكيغاهارا والتي تشكلت بسبب تدفقات الحمم البركانية عند ثوران بركان جبل فوجي سنة 864 للميلاد، وأكبر ثلاثة من بينها هي:
- كهف ناروساوا الثلجي، في قرية ناروساوا [الإنجليزية]، محافظة ياماناشي.
- كهف رياح فوغاكو، في فوجيكاوا غوتشي [الإنجليزية]، محافظة ياماناشي.
- كهف خفاش بحيرة ساي، في بلدة فوجيكاوا غوتشي [الإنجليزية] أيضًا، محافظة ياماناشي.

هذه الكهوف الثلاثة صنفت على أنها (مَعالم طبيعية يابانية [الإنجليزية]) سنة 1929.

## الكهف
طول كهف ناروساوا الثلجي يصل إلى (153 متر) إستنادًا للمسافة التي يمشيها الزائر ذهابًا وإيابًا كدورة واحدة كاملة حول مسارات الكهف المشابهة لشكل الرقم (8)، عرضه متفاروت يتراوح بين (1.5-11 متر)، وإرتفاع بين (1-3.6 متر)، أدنى نقطة داخل الكهف تقع على عمق (21 متر) تحت مستوى مدخل الكهف، معدل درجة الحرارة داخل الكهف تساوي (°3 درجة مئوية).

بسبب الحرارة المنخفضة داخل الكهف، فقد أستعمل كثلاجة لحفظ الحبوب وإنتاج قطع الثلج، خلال حقبة إيدو كان يتم جمع الثلج من داخله وإرساله إلى الشوغون وحاشيته في إيدو، وحتى بدايات القرن العشرين بقي الثلج المجموع من هذا الكهف يستعمل في الثلاجات قبل وصول الثلاجات الكهربائية.

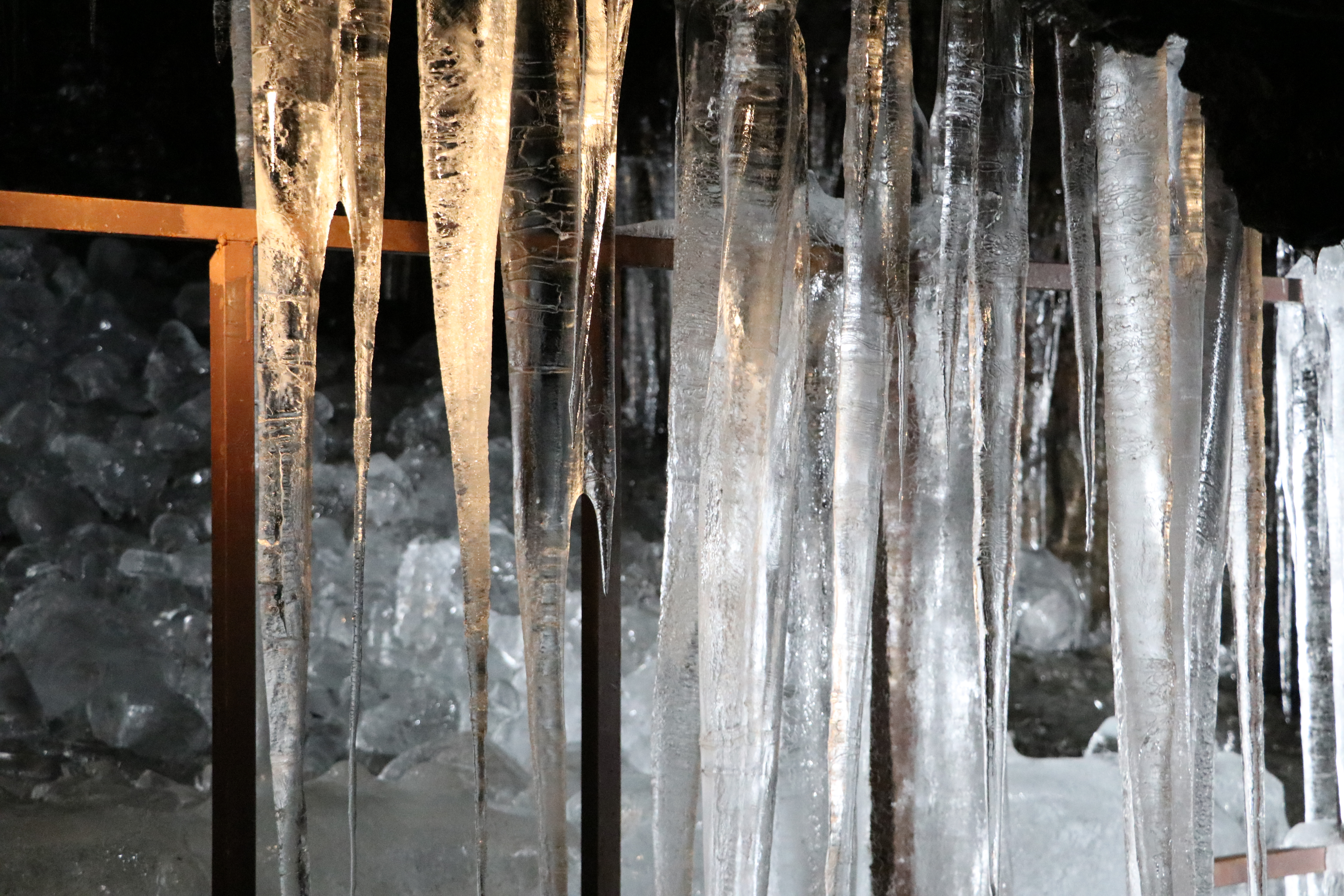
أكواز من الماء المتجمد داخل الكهف.
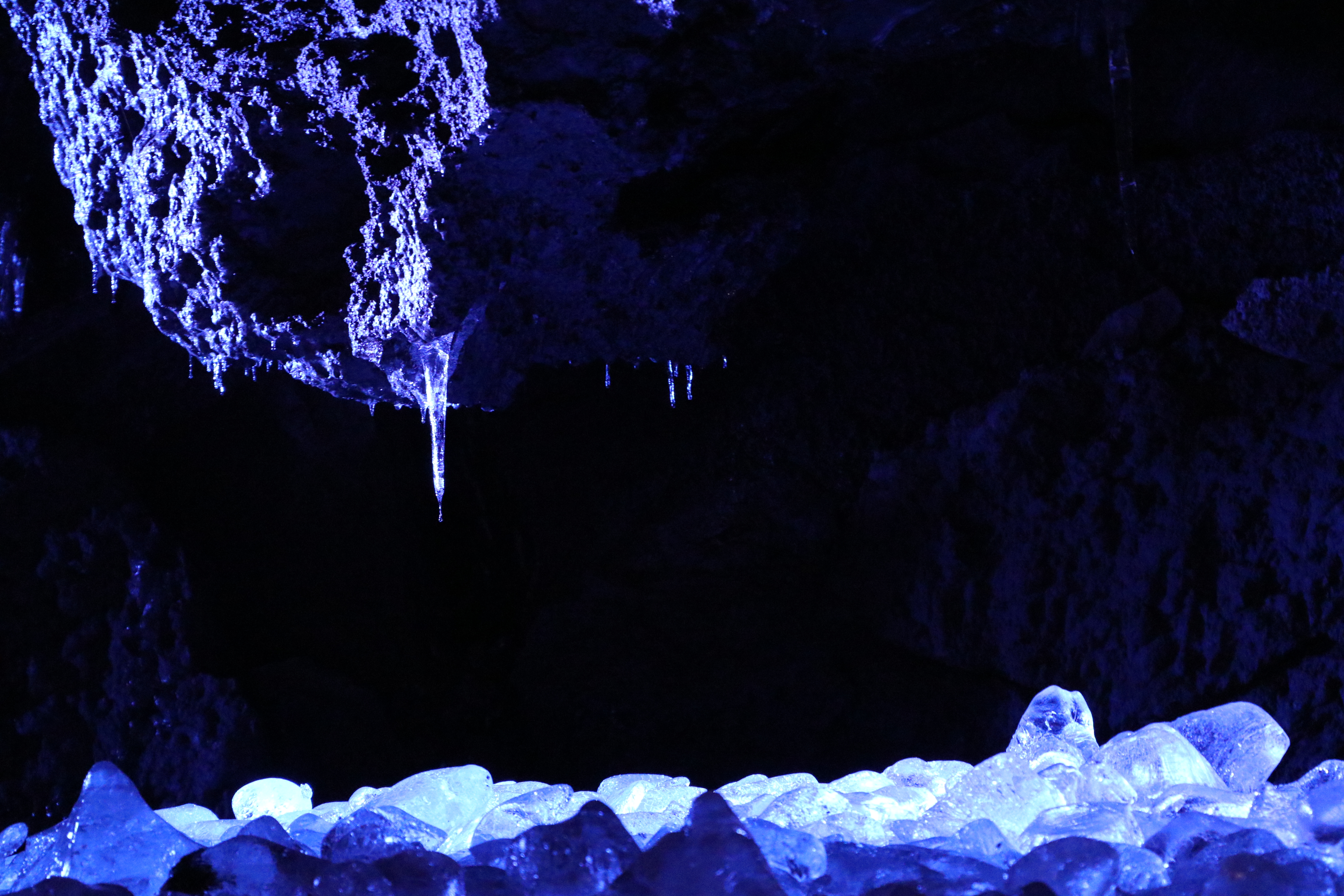
قطع الثلج داخل كهف ناروساوا الثلجي.
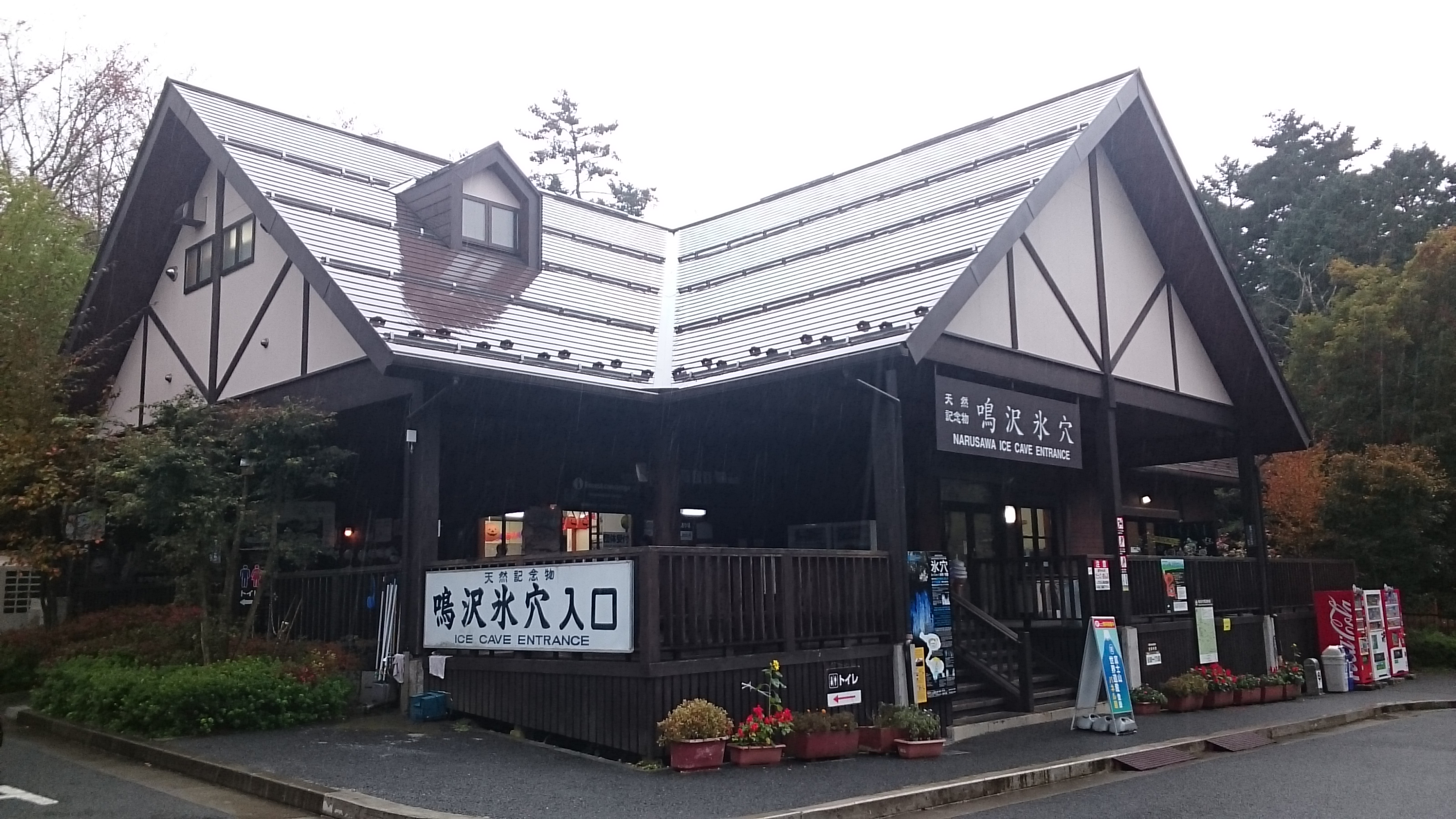
مدخل كهف ناروساوا الثلجي.
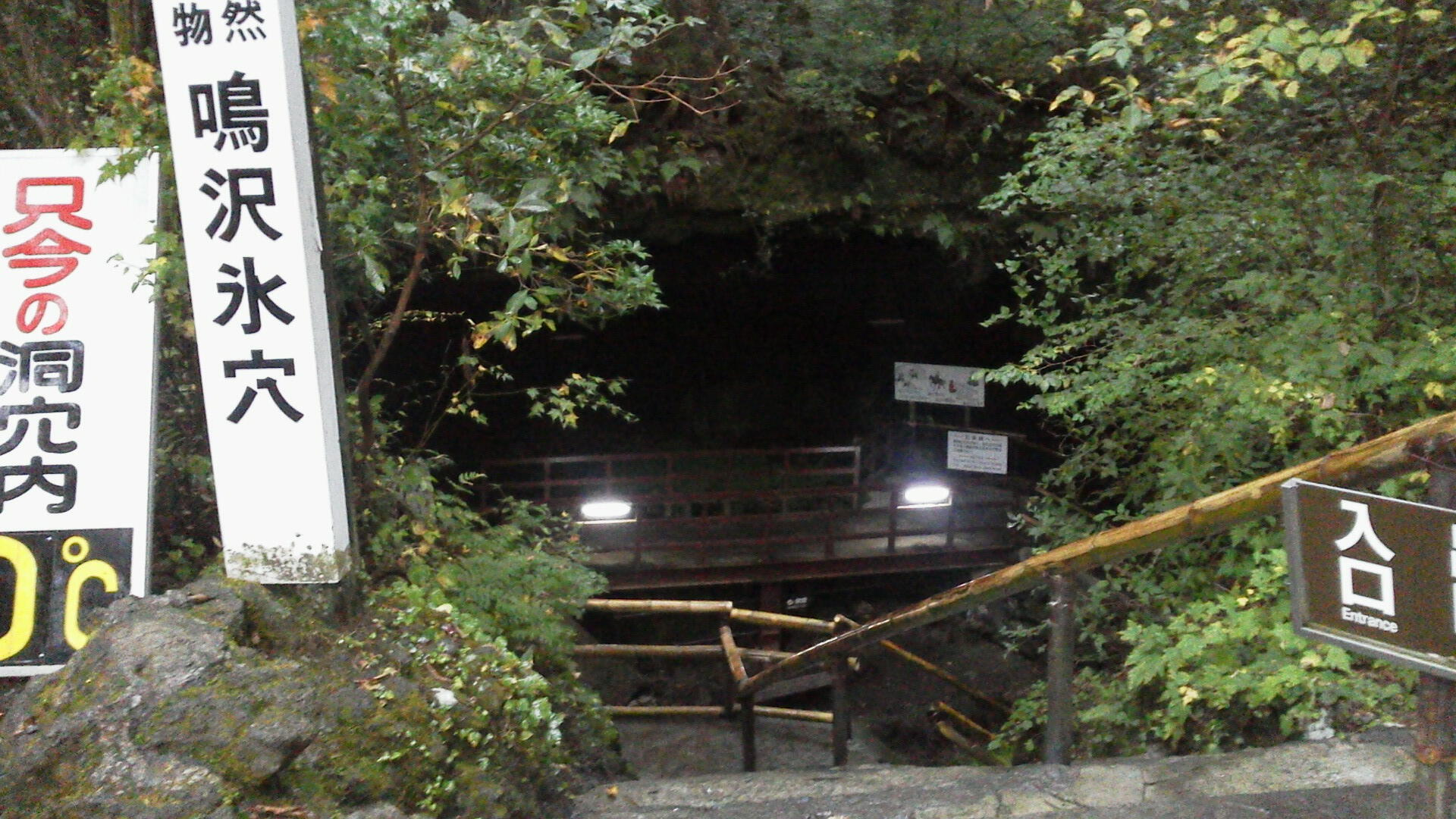
درج الدخول إلى الكهف.

## النقل
يوجد خط نقل من الحافلات العمومية من محطة كاواغوتشي [الإنجليزية] لسكك قطارات خط فوجيكيوكو [الإنجليزية]، وبإستخادم السيارة على الطريق الوطني رقم 139 [الإنجليزية] بدءًا من مخرج بحيرة كاواغوتشي [الإنجليزية] يستغرق الوصول إلى الموقع 20 دقيقة.

## طالع أيضًا
- قائمة أطول الكهوف في العالم
- قائمة الكهوف
- كهف أكادو
- كهف كوسيغاساوا
- كهف خفاش بحيرة ساي
- جغرافيا اليابان